# Europa '51
Europa '51 è un film drammatico del 1952 diretto da Roberto Rossellini, interpretato da Ingrid Bergman.
La pellicola venne presentata alla 13ª Mostra internazionale d'arte cinematografica di Venezia il 12 settembre 1952, dove vinse il Premio internazionale della giuria. La protagonista Ingrid Bergman vinse il Nastro d'argento come migliore attrice protagonista. Vinse anche la Coppa Volpi come migliore interprete femminile ma non poté essere premiata in quanto doppiata (da Lydia Simoneschi). Nel 1992 però le venne conferita postuma. A ricevere il premio fu il figlio Roberto Rossellini.
Europa '51 viene ricondotto alla cosiddetta "Trilogia della solitudine" di Rossellini, insieme a Stromboli, terra di Dio (1950) e Viaggio in Italia (1954). A Venezia il film ricevette un'accoglienza piuttosto severa, nonostante il premio vinto, e per molti anni fu recensito dalla stampa come un film apertamente didattico mancante della passione di Stromboli (1950) o di Viaggio in Italia (1953). Solo negli ultimi anni ha goduto di una rinascita di interesse, in parte per merito di Martin Scorsese e del suo documentario sul cinema italiano Il mio viaggio in Italia (1999).
Il film è stato poi selezionato tra i 100 film italiani da salvare.

## Trama
Roma, secondo dopoguerra. Irene Girard, moglie di un importante dirigente della sede italiana di un'azienda statunitense, vive felice a fianco del marito con un alto tenore di vita. Michel, figlio dei benestanti coniugi, cerca di attirare su di sé l'attenzione della madre ma lei, impegnata per i preparativi di una cena con amici, non se ne cura. Addirittura quella sera, il bambino tenta il suicidio gettandosi dalle scale del palazzo, ma fratturandosi solo un femore. L'operazione per la frattura sembra che riesca bene e Irene, compreso che il bambino ha volontariamente tentato il suicidio perché lasciato solo dai suoi genitori, si ripromette di essere una madre migliore. Tuttavia poco dopo il piccolo muore in seguito a complicazioni.
Questo dramma doloroso provoca nell'animo d'Irene una violenta crisi: ella si sente colpevole e il suo dolore la rende più sensibile al dolore altrui. Così il cugino Andrea, giornalista con tendenze comuniste, la guida per quelle strade della città in cui regna la povertà. La donna decide di adoperarsi per aiutare le persone bisognose: procura medicine costose ad un bambino e sostituisce in fabbrica una donna, madre di sei figli, quando lei non può presentarsi, per non farle perdere il lavoro che Irene stessa le ha trovato tramite Andrea.
Di ritorno dalla fabbrica viene affrontata dal marito che, stanco delle stranezze della moglie, teme un suo tradimento e, nonostante lei neghi con forza, si rende conto che qualcosa si è oramai intromesso tra loro due. Vagabondando per la città Irene si imbatte in una prostituta che aveva conosciuto nella sua visita alla borgata, e la riaccompagna a casa. Qui deve chiamare con urgenza un medico date le precarie condizioni di salute della donna, che è malata di tubercolosi: Irene la accudisce per alcuni giorni ma non ci sarà nulla da fare poiché la malattia è ormai in uno stato avanzato, e la prostituta quindi morirà.
Per aver lasciato scappare un ragazzo, ricercato dalla polizia per aver commesso una rapina, Irene viene arrestata per favoreggiamento e condotta in commissariato. A questo punto il marito, stanco delle sue assenze e del suo strano comportamento, arriva alla conclusione che Irene sia impazzita, e la fa internare in una clinica psichiatrica. Il consulto finale è negativo per Irene, la quale viene abbandonata nell'istituto dai familiari, mentre le persone da lei aiutate si disperano all'esterno.

## Produzione

### Sviluppo
Ci sono voluti più di sedici mesi per giungere allo script definitivo, partendo da un primo progetto firmato da Federico Fellini e Tullio Pinelli, passando per una sceneggiatura di Jean-Paul Dreyfus alias "Le Chanois" (scrittore comunista ed ex membro della Resistenza francese) fino al contributo dello stesso Rossellini e Donald Ogden Stewart, ex sceneggiatore della MGM (in quel periodo nella lista nera di Hollywood per le sue convinzioni politiche). Per il personaggio di Irene, Rossellini si ispirò alla figura di Simone Weil.

### Riprese
Il film è stato girato in alcune delle più povere borgate romane, in particolare molte scene sono state girate a Primavalle, in via Federico Borromeo e via Pietro Bembo. Nella scena del fiume si intravede in lontananza il gasometro vicino alla Magliana: nel film si fa intendere che esso sia nella stessa borgata di Primavalle mentre nella realtà si trovano a parecchi chilometri di distanza. Le scene della clinica psichiatrica sono state girate in una clinica situata in via di Villa Troili a Roma, nel quartiere Aurelio. Altre località di riprese a Roma sono piazza del Campidoglio, via Veneto, e via Archimede ai Parioli (la casa in cui abita la protagonista).
Le scene della fabbrica sono state girate all'interno e all'esterno del cementificio Italcementi a Colleferro. La ragazza che accompagna al posto di lavoro e istruisce Irene è Margherita Armenis, una colleferrina che all'epoca delle riprese lavorava proprio nel cementificio.
Alcune comparse, tra cui il ragazzo che Irene aiuta a fuggire, sono degli abitanti del quartiere reclutati seguendo i dettami del cinema neorealista.

## Distribuzione
Il film uscì nelle sale cinematografiche italiane a partire dal 4 dicembre 1952.

### Home video
Per il mercato italiano Dolmen Home video ha curato una versione Blu-ray e DVD del film nella sua versione restaurata e integrale, disponibile sia a disco singolo sia nella Collector's Edition a due dischi con le scene cambiate.

## Accoglienza

### Critica
(Edoardo Bruno, per Filmcritica, recensione dell'ottobre 1952.)

## Riconoscimenti
- 1952 - Mostra del cinema di Venezia
  - Premio internazionale a Roberto Rossellini
  - Coppa Volpi per la migliore interpretazione femminile per Ingrid Bergman
  - NOTA: La Coppa Volpi non le venne assegnata nel 1952 perché doppiata (da Lydia Simoneschi) nella versione presentata alla Mostra.[2] Nel 1992 però le venne conferita postuma. A ricevere il premio fu il figlio Roberto Rossellini.[3]
- 1953 - Nastro d'argento
  - Miglior attrice protagonista a Ingrid Bergman